# Estación de Fräschels
La estación de Fräschels es un apeadero ferroviario situado en la comuna suiza de Fräschels, en el Cantón de Friburgo

## Historia y situación
Se encuentra ubicado en la línea Kerzers - Lyss, de vía única de ancho internacional (1435 mm) que fue inaugurada en 1876, y posteriormente se ha electrificado. 
Es un apeadero con una única vía y un andén, que cuenta con una marquesina-cobertizo para poder resguardarse. Está situado a las afueras del núcleo urbano de Fräschels, al noroeste del mismo.

## Servicios ferroviarios
Los trenes que efectúan parada en Fräschels son operados por BLS (Berna - Lötschberg - Simplon), y realizan trayectos regionales:
- R Kerzers - Lyss - Büren an der Aare.[1] Estos trenes Regio tienen una circulación por cada hora y sentido, parando en todas las estaciones del trayecto. En Kerzers se puede hacer transbordo a la línea S52 de S-Bahn Berna para continuar el viaje hacia Berna.